# Hannō, Saitama
Hannō (飯能市 Hannō-shi) là một thành phố thuộc tỉnh Saitama, Nhật Bản.